# Bâtiment de l'association Saint-Sava à Belgrade
Ne doit pas être confondu avec Maison de Saint-Sava à Belgrade.
Le bâtiment de l'association Saint-Sava (en serbe cyrillique : Зграда Друштва Светог Саве ; en serbe latin : Zgrada Društva Svetog Save) est situé à Belgrade, la capitale de la Serbie, dans la municipalité urbaine de Stari grad. Construit en 1924, il est inscrit sur la liste des biens culturels de la Ville de Belgrade.

## Présentation

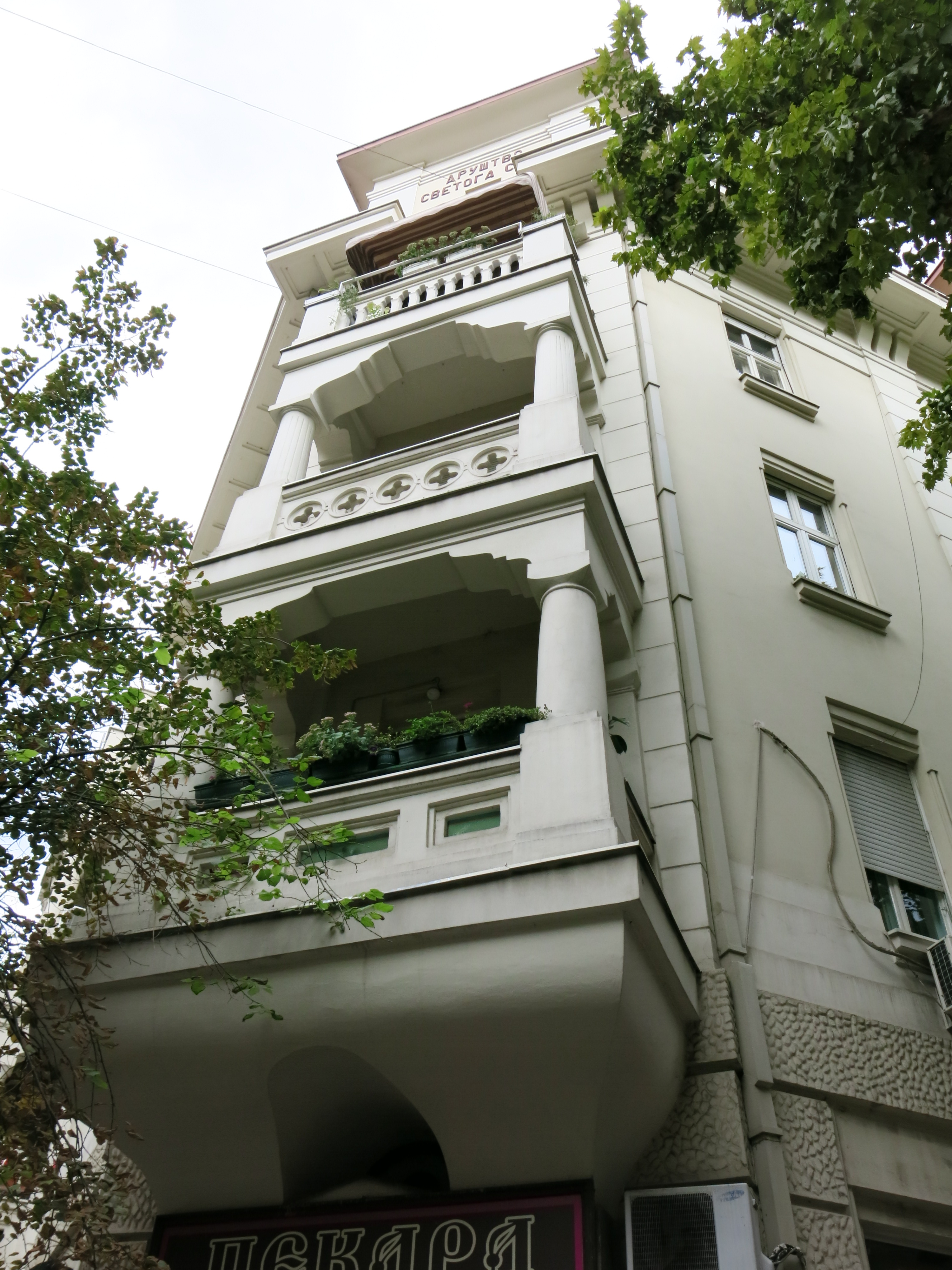
Détail de la façade

Le bâtiment de l'association Saint-Sava, situé 11 rue Cara Dušana, a été achevé en 1924 selon un projet conçu en 1914 par l'architecte Petar Bajalović, qui, pendant des années, fut professeur d'architecture au département de la Faculté technique de l'Université de Belgrade. Le bâtiment de l'association de Saint-Sava est considéré comme l'une des réalisations les réussies de l'architecte dans le domaine de la construction résidentielle avant la Première Guerre mondiale.
La façade monumentale située à l'angle des rues Cara Dušana et Braće Baruh sont conçues dans un style académique, avec des éléments décoratifs empruntés à de nombreux styles historicisants. Le bâtiment dispose de deux portails, un pour chaque rue. Les étages supérieurs sont ornés de doubles balcons accentués par des colonnes massives. La façade d'angle se termine par une tour rectangulaire portant l'inscription « Association Saint Sava ».